# Pavel Fleischmann
Pavel Fleischmann, född 9 april 1898 i Pilsen Böhmen, död 26 november 1978 i Enskede församling, Stockholm, var en svensk konstnär.
Han var 1939-1947 gift med Ida Nyström (1890-1947).
Fleischmann studerade vid Konstakademin i Prag 1918-1920 och vid Konstakademin i München 1921-1922 samt under studieresor till Italien, Paris och Wien. Han kom till Sverige som flykting 1939. Han medverkade 1944 i utställningen Konstnärer i landsflykt i Stockholm och Göteborg. Han ställde ut separat på Jönköpings läns museum 1946, i Östersund 1947 och på Salong Hedberg i Stockholm 1951.
I sitt tidiga måleri skildrade han de judiska bönderna i Karpaterna och deras sedvänjor medan motiven från Sverige består av landskapsmålningar och religiösa motiv i olja eller tempera.
Fleischmann är representerad vid Värmlands museum samt i Prags rådhus.